# Héctor Lastra
Héctor Lastra va ser un escriptor argentí del segle xx. Al llarg de la seua vida, va publicar dos llibres de contes —i una recopilació d'aquestos amb versions lleugerament modificades—, i dos novel·les. A més a més de la seua obra literaria, l'escriptor va publicar columnes al periòdic Clarín, de Buenos Aires. També va tindre una activa participació als moviments de Drets Humans.

## Obra
- Cuentos de mármol y hollín (1965, contes).
- De tierra y escapularios (1969, contes)
- La boca de la ballena (1973, novel·la).
- Cuentos (1976).
- Fredi (1996, novel·la).